# Tengger (Sale)
Tengger is een bestuurslaag in het regentschap Rembang van de provincie Midden-Java, Indonesië. Tengger telt 1853 inwoners (volkstelling 2010).